# Canzone per te
Chansons représentant la Suisse au Concours Eurovision de la chanson
Musik klingt in die Welt hinaus
(1990) Mister Music Man
(1992)
Canzone per te (en français, Une chanson pour toi) est la chanson représentant la Suisse au Concours Eurovision de la chanson 1991. Elle est interprétée par Sandra Simó.
La chanson est la cinquième de la soirée, suivant I Anixi interprétée par Sophia Vossou pour la Grèce et précédant Venedig im Regen interprétée par Thomas Forstner pour l'Autriche.
À la fin des votes, elle obtient 118 points et finit à la cinquième place sur vingt-deux participants.
Il existe une autre chanson intitulée Canzone per te qui remporte le festival de Sanremo en 1968 ; la composition de Sergio Endrigo fut interprétée par Roberto Carlos (chanteur). Sergio Endrigo présenta la chanson Marianne qu'il interpréta pour l'Italie au Concours Eurovision de la chanson 1968.